# Пеппіно ді Капрі
Пеппіно ді Капрі (італ. Peppino di Capri, насправді Джузеппе Фаєлла італ. Giuseppe Faiella; 27 липня 1939, Капрі, провінція Неаполь, Італія) — італійський піаніст, співак, композитор і актор. Популяризатор рок-н-ролу в Італії; його називають італійським Бадді Голлі.
Пеппіно Ді Капрі також відомий актор, однак, його ім'я особливо відоме в музиці. Його пісні зачаровували багатьох людей і продовжують звучати донині.
З 1967 до 2005 року 15 разів брав участь у фестивалі Санремо. Перемагав там двічі — 1973 року з піснею «Велика любов і нічого більше» (Un grande amore e niente più) і 1976 з піснею «Я більше цим не займаюся» (Non lo faccio più). У 1991 році він представляв свою рідну країну на пісенному конкурсі Євробачення піснею «Яке ніжне море» (Comme è ddoce 'o mare).

## Життєпис
Джузеппе Фаєлла, (псевдонім — Пеппіно ді Капрі) народився на Капрі 27 липня 1939 року в сім'ї музикантів. Його батько Бернардо мав крамничку музичних інструментів і грамплатівок і грав у оркестрі на кларнеті, саксофоні, контрабасі та віолончелі.
Уже в чотирирічному віці Пеппіно на слух грав на фортепіано американські пісні того періоду. Під час Другої світової війни «вундеркінд» Пеппіно, грав на фортепіано для американського генерала Кларка та його війська, що перебувало на острові. Протягом п'яти років він приватно вивчав класичну музику, перш ніж у середині 1950-х років відкрив для себе новий напрям — рок-музику. Восени 1958 року, у віці вісімнадцяти років, він записав свої перші платівки: «Хвороба» (Malatia), «Це не гріх» (Nun è peccato) та ін.
Протягом наступних п'яти років з'явилися такі пісні, як «Голосова нотатка з текстом» (Voce 'e notte con testo), «Нікого в світі» (Nessuno al mondo), «Капрійський Місяць» (Luna Caprese), «Знову твістуємо» (Let's twist again), «Твіст Сен-Тропе» (Saint Tropez twist), «Роберта» (Roberta) тощо, пісні, які завжди були серед перших номерів у списках популярності.
У 1965 році Пеппіно та його група виступали на підтримці Бітлз під час їхнього італійського туру. 1970 року Пеппіно заснував SPLASH, свою компанію та студію звукозапису. В 1973 році він здобув свою першу перемогу на фестивалі в Санремо з піснею «Велика любов і нічого більше» (Un Grande Amore e Niente Più), а в грудні того ж року випустив пісню «Шампанське» (Champagne), яка незабаром здобула великий міжнародний успіх. У 1976 році він вдруге переміг на фестивалі в Санремо з «Я більше цим не займаюся» (Non lo faccio più), а в наступні роки Пеппіно отримав різне визнання завдяки участі у чудових суботніх вечірніх шоу та в різних фестивалях в Санремо (15 випусків) з піснею «Мрійник» (Il sognatore), (E Mò E Mò), «Хай живе Марія» (Evviva Maria), «Блюзова казка» (Favola blues), тощо.
У вересні 1998 року він відсвяткував своє сорокаріччя кар'єри, яке транслювалося на Rai Uno зі знаменитої площі на Капрі. З осені 2003 року було випущено кілька альбомів, зокрема: «Пеппіно з Капрі в турне» (Peppino di Capri in tour) і «Антологія. Неаполь вчора Неаполь сьогодні» (Antologia. Napoli ieri Napoli oggi) — 5 компакт-дисків, що містять 80 пісень, відібраних між 1970 і 2003 роками, дорогоцінна колекція неаполітанських пісень. У 2004 році вийшла книга «Мрійник» «IL SOGNATORE», написана Джео Нокетті, де Пеппіно розповідає про себе та своє приватне та мистецьке життя.
У 2009 році, між різними концертами та телевізійними виступами, він записав 2 компакт-диски «Collection», які завжди зберігали його успіх у записах аж до останнього концерту в Авдиторії музичного парку в Римі, який був записаний на відео та аудіо DVD «Пеппіно ді Капрі 50-річчя» (Peppino di Capri 50° ANNIVERSARIO). У 2010/2011 роках він взяв участь у створенні мюзиклу, який розповідає про його інтригуючу мистецько-музичну подорож.
У грудні 2011 року Пеппіно записав новий альбом з симфонічним оркестром «Чудовий з оркестром» (Magnifique with Orchestra), колекцію міжнародних хітів, таких як CRY, L'HYMNE A. L'AMOUR, I LOVE PARIS і C'EST MAGNIFIQUE.

## Особисте життя
Пеппіно Ді Капрі був двічі одружений і мав трьох дітей: одного з першою дружиною і двох з другою.
Вперше Пеппіно закохався в 1959 році у вісімнадцятирічну модель з Турину — Роберту Стоппед. У 1961 році вони одружилися, але наприкінці шістдесятих років вони пережили глибоку подружню кризу, та відразу після народження сина Ігоря подружжя розлучилося.
Другий шлюб відбувся в 1978 році з Джуліані Стронг і незабаром після весілля у них народилося двоє дітей — Едоардо (в 1981 році), та Даріо (в 1986 році). Його друга дружина померла 4 липня 2019 року внаслідок важкої хвороби, коли він мав лише 68 років.

## Пеппіно ді Капрі в кінематографі
З 2009 по 2010 рік Пеппіно написав музику до художнього фільму «Капрі», який транслювався на телеканалі Rai TV.
Пеппіно ді Капрі відомий не тільки як співак, але також як актор. Він грав у таких фільмах як:
- 1961 : Мауріціо, Пеппіно та моделі / (Maurizio, Peppino e le indossatrici) — Пеппіно
- 1961 : Золота рибка і срібне бікіні / (Pesci d'oro e bikini d'argento) — сам (в епізоді про Неаполь)
- 1962 : Твіст, лоліти і молоді провінціали / (Twist, lolite e vitelloni) — себе
- 1963 : …тому що в Тіролі музика і любов / (…denn die Musik und die Liebe in Tirol) —
- 1965 : Тисячу тактів піднесеного настрою / (Tausend Takte Übermut) — співаючий робітник
- 1966 : Спекотний день на Paradiso Show / (Giorno caldo al Paradiso Show) —
- 1967 : Тото в Наполі / (Totò a Napoli)
- 1975 : Міліція втручається: наказ вбивати! / (La polizia interviene: ordine di uccidere!) — співак
- 1982 : Коли сонце припікає… ми йдемо на пляж / (Cuando calienta el sol… vamos a la playa es) —
- 1999 : Ми ще не знаємо / (Non lo sappiamo ancora) —
- 2015 : Різдво з босом / (Natale col boss) — бос Сальваторе Фонтебассо